# Estorvo
Estorvo è un film del 2000 diretto da Ruy Guerra.

## Trama
Un uomo senza nome, proveniente da una ricca famiglia, vive in rovina senza un lavoro o un'idea concreta riguardo alla sua vita. Sua sorella sente che abbia voltato le spalle a ciò che rappresentava la sua famiglia, ma il suo migliore amico, appartenente ad un movimento politico di sinistra radicale, lo rimprovera per non aver abbandonato la tenuta, che nel frattempo è occupata da degli abusivi che verranno poi cacciati da una banda di violenti motociclisti.
Per questo motivo si sente perseguitato da qualcuno che lo vuole uccidere e, mentre vaga paranoico da una parte all'altra, difende la sorella dalle avances di un suo amico tossicodipendente e cerca lo scheletro della sua ex moglie che non è affatto contenta di vederlo.